# 堀内尊法
堀内 尊法（ほりうち たかのり、1968年6月25日 - ）は、大阪府出身の元アマチュア野球選手（外野手）、野球指導者。

## 来歴・人物
少年時代に父の故郷である愛媛県松山市に移り住み、松山商業高等学校では1986年の夏の甲子園で準優勝し、全日本代表チームにも選ばれ、日韓親善高校野球にも出場した。同期に水口栄二、佐野重樹、1学年上に酒井光次郎がいた。
その後創価大学に入学し、硬式野球部に入部した。1年春に首位打者になり、ベストナインに選ばれた。4年次は主将も務め、全日本大学野球選手権ではベスト4に進出した。1990年の第19回日米大学野球選手権大会の日本代表に選ばれた。
肩の故障を抱えていたために卒業後は翌年からコーチとなり、三塁ベースコーチとしてもチームの全国大会上位進出に貢献し、武藤孝司、小谷野栄一、倉本寿彦らを指導した。2020年から2022年秋まで創価大学の監督を務めた。
2023年9月1日、創価高等学校硬式野球部監督に就任し、秋季東京都高等学校野球大会では、たった2ヶ月でチームを24年ぶりとなる決勝にまで導いた。